# Ianisc
Ianisc (en grec antic Ἰανίσκος) va ser, segons la mitologia grega, un rei de Sició. Era descendent de Clici, que va donar la seva filla Feno en matrimoni a Lamedont, rei de Sició.
Quan Adrast, un dels successors de Lamedont, va deixar el tron de Sició per tornar a Argos, van cridar Ianisc, que va arribar de l'Àtica, perquè acceptés el regne. Segons Pausànias, quan va morir, el va succeir Festos, fill d'Hèracles.